# Smalle duinbloemweekschildkever
De smalle duinbloemweekschildkever (Dolichosoma lineare) is een keversoort uit de familie van de bloemweekschilden (Melyridae). De wetenschappelijke naam van de soort is voor het eerst geldig gepubliceerd door Rossi. De volwassen kever is te vinden op bloemen op zandgrond.

## Kenmerken
De lichaamsvorm, die zeer ongebruikelijk is voor kevers, wordt beschreven met de wetenschappelijke naam: recht en langwerpig. De kever bereikt een lengte van 5,5 tot 6,5 millimeter en is ongeveer vijf keer zo lang als breed. Door de langwerpige, smalle vorm is de kever bijna onmiskenbaar (maar zie Oedemera lurida). Het lichaam is zwart met een groenachtig blauwachtige metaalglans. Vanwege het dichte haar van aangrenzende schubben lijkt het echter grijs.
Het hoofd is langer dan breed, de ogen zijn van bovenaf gezien ongeveer halverwege het hoofd. De voelsprieten zijn elfledig en draadvormig. De laatste zeven antennesegmenten zijn uitgerekt, asymmetrisch en ongeveer even lang als elkaar. De bovenkaken zijn driehoekig, eindigend in een enkele punt en hebben een gladde binnenrand. De bovenlip is breder dan lang.
Het pronotum heeft een fijne mediale groef en is langwerpig, de evenwijdige zijden ongeveer even breed als de kop. De zijkanten van het pronotum zijn omzoomd.
De dekschilden worden iets naar achteren breder. Aan de achterkant staan ze iets uit elkaar. Ze hebben een stompe punt aan het uiteinde en hun rand daar is bedekt met zwarte borstelharen. Longitudinale ribben zijn aangegeven.
De voorste heupen zijn kegelvormig en aanraken. De voorste heupholtes zijn achter open. De poten zijn slank, de tarsi zijn even lang als de tibiae en alle vijf-gewrichten. Het eerste segment van de achterste tarsi is langer dan het tweede. De klauwen zijn ongeveer even lang.

## Voorkomen
Het verspreidingsgebied strekt zich uit van Spanje en Italië over Centraal-Europa tot Scandinavië. De soort is over het algemeen niet zeldzaam in Centraal-Europa. In het oosten strekt het verspreidingsgebied zich uit tot Zuid-Rusland. De soort is echter afwezig in het zuidoosten.

## Naam
De geslachtsnaam Dolichosoma betekent "lang lichaam" (Grieks: δολιχός dolichos 'lang'; σώμα soma 'lichaam'), de soortnaam lineare (Latijn) betekent "recht".